# 科維亞里
49°43′48″N 24°0′32″E / 49.73000°N 24.00889°E
科維亞里（烏克蘭語：Ков'ярі），是烏克蘭西部的村莊，隸屬利維夫州的利維夫區。該村面積0.36平方公里，海拔高度334米，2020年人口101，人口密度每平方公里280.56人。